# Thallarcha albicollis
Thallarcha albicollis là một loài bướm đêm thuộc phân họ Arctiinae, họ Erebidae. Nó được tìm thấy ở Úc, bao gồm Tasmania.

## Hình ảnh

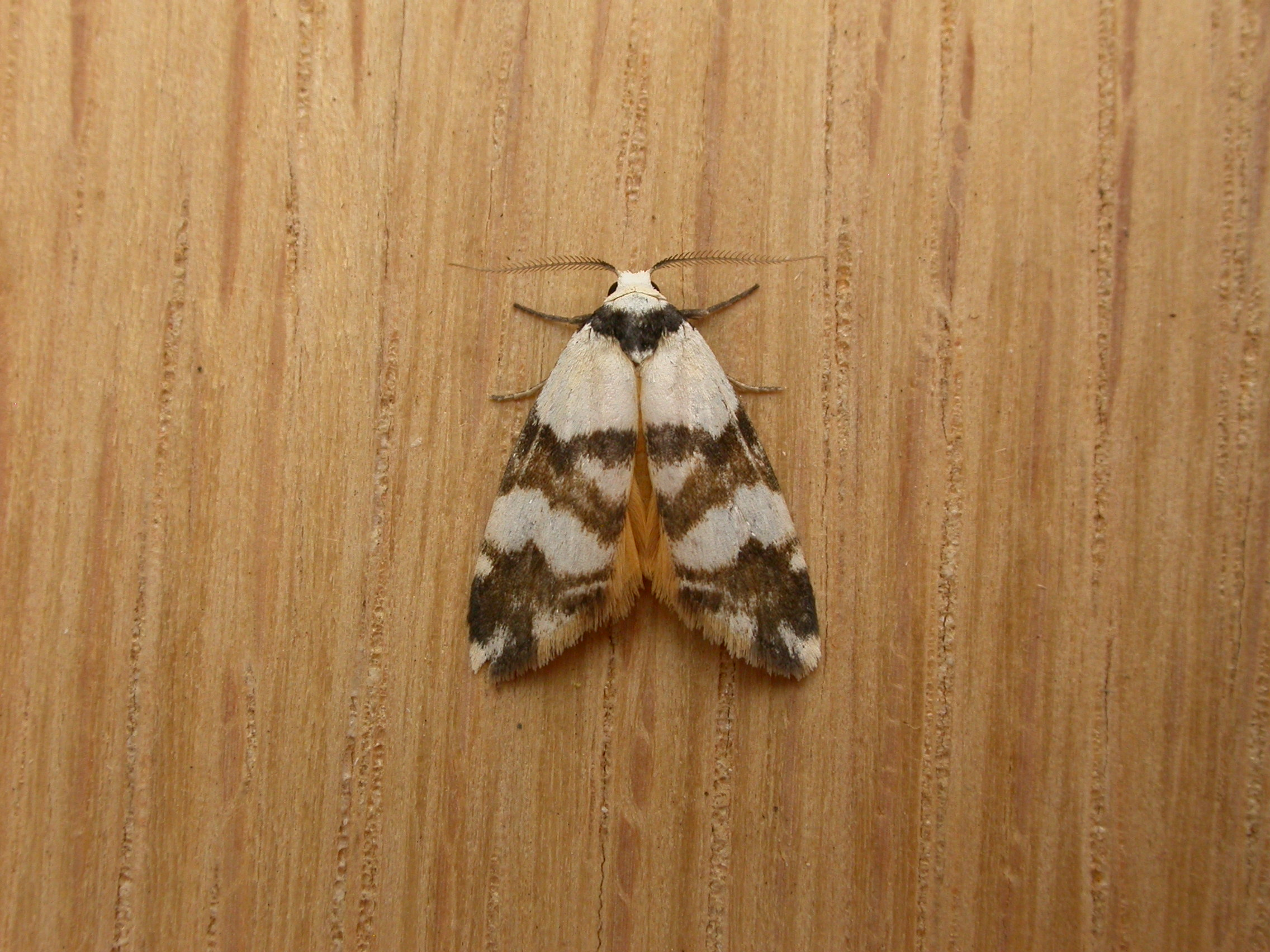